# Rafael Peralta Romero
Rafael Peralta (7 de abril de 1979 - 15 de noviembre de 2004) fue un infante de marina estadounidense nacido en México que recibió reconocimiento por sus acciones en combate durante la Segunda batalla de Faluya, también conocida como la operación militar "Phantom Fury" en Faluya, Irak el 15 de noviembre de 2004. En septiembre de 2008 se anunció que Peralta recibiría la Cruz de la Armada, la segunda condecoración por valor en combate. Sin embargo, esta decisión está siendo discutida por diversos congresistas de California, que piden que Peralta reciba la Medalla de Honor del Congreso, la máxima condecoración militar.

## Datos biográficos
Rafael Peralta nació en México el 7 de abril de 1979, y luego emigró con su familia a los Estados Unidos, estableciéndose en San Diego, California. Era hijo de Rafael y Rosa Peralta, y el mayor de 4 hermanos, Icela, Ricardo y Karen.
En el año 2000 se alistó en el Cuerpo de Marines de Estados Unidos, el día siguiente de recibir su tarjeta de residencia permanente. Después de alistarse se hizo ciudadano estadounidense.
Antes de la batalla de Faluya, Rafael le escribió a Ricardo, su hermano menor: "Vamos a derrotar a los insurgentes, siéntete orgulloso de mí, voy a hacer historia, haciendo algo que siempre quise hacer".
Rafael pertenecía al 1.er Batallón, 3.er Regimiento de Marina, 3.ª División de Marina, III Fuerza expedicionaria de Marina, del Cuerpo de Infantería de Marina con Base en Hawái.
El 24 de abril de 2006, William Lansdowne, jefe del Departamento de Policía de San Diego, nombró al Sargento Peralta oficial de policía honorario de forma póstuma, título entregado a su madre Rosa Peralta. La Sra. Peralta dijo emocionada: "Estoy muy orgullosa de mi hijo, de lo que hizo aquel día y aún hasta el día de hoy lo estoy".
El congresista Bob Filner presentó al Congreso estadounidense una propuesta para otorgar la Medalla de Honor al Sargento Rafael Peralta. Esta medalla es entregada por el presidente de los Estados Unidos a nombre de toda la nación.

## Muerte en combate
Después de 7 días de intenso combate en Faluya las tropas estadounidenses a las que pertenecía Peralta se dedicaron a "peinar" la ciudad, es decir, eliminar casa por casa posibles focos de resistencia del adversario.
El 15 de noviembre de 2004 Peralta formó parte de un pelotón que habría de "peinar" una parte de la ciudad  por su rango no tenía que hacerlo, pero se ofreció a formar parte de esa misión en forma voluntaria.
Al entrar en la cuarta casa, Peralta se acercó para abrir una tercera puerta; al abrirla de una patada se encontró con tres iraquíes, quienes sorpresivamente le dispararon en la cabeza y el torso. Peralta cayó gravemente herido; sin embargo logró abrirse haciendo un claro para que sus compañeros pudieran repeler el ataque.
En medio del tiroteo, los iraquíes lanzaron una granada que cayó cerca de Peralta. Éste alcanzó la granada enemiga y la puso debajo de su cuerpo, con el cual absorbió la mortal explosión que lo mató instantáneamente, salvando la vida de sus compañeros, quienes quedaron solo con algunas heridas.

## Controversia sobre su condecoración póstuma
En diciembre de 2004, el congresista Bob Filner presentó ante el Congreso Estadounidense una propuesta para otorgar la Medalla de Honor a Rafael Peralta. En el Día de los Caídos en Guerra de 2005, George W. Bush citó a Peralta como ejemplo de heroísmo, y dijo que el soldado "comprendió que Estados Unidos enfrenta enemigos peligrosos, y supo que se requieren sacrificios para derrotarlos".
A pesar de esa citación pública, el 17 de septiembre de 2008 se informó que Peralta recibiría la Cruz de la Armada, la segunda condecoración por valor en combate, en lugar de la Medalla de Honor. Según el Secretario de Defensa Robert Gates, esto se debe a que algunos informes aseguraban que Peralta había sido alcanzado en la cabeza por fuego amigo y no se podía determinar si había cubierto la granada enemiga de forma deliberada. Tal decisión ha causado controversia, de manera que diversos congresistas de California, entre ellos Duncan Hunter, han apelado esta decisión. La madre de Peralta ha prometido llevar el caso de su hijo ante el Congreso de los Estados Unidos, abogando porque se le conceda la alta condecoración.

## Homenajes
- El 24 de abril de 2006,  William Landsdowne, jefe del Departamento de Policía de San Diego, nombró al Sargento Rafael Peralta en forma póstuma Oficial de Policía Honorario de San Diego, California[2]
- El 28 de mayo de 2007 The History Channel emitió un documental titulado El honor de un sacrificio (Act of Honor, en su versión en inglés), en el cual se narra la vida de Rafael Peralta. El documental hace uso de filmaciones reales de la unidad de Peralta en Irak, así como entrevistas con familiares, amigos y compañeros.[5]
- El Secretario de la Marina de los Estados Unidos Ray Mabus anunció el 15 de febrero de 2012 la construcción de un destructor lanzamisiles clase Arleigh Burke que lleva el nombre de USS Rafael Peralta en honor al Sargento Rafael Peralta, para quien se solicitó la Medalla de Honor, aunque le concedieron solamente la Cruz de la Armada.[6]

## Condecoraciones y distinciones

### Condecoraciones militares
- Cruz de la Armada
- Corazón Púrpura
- Cinta por Servicio en Combate
- Medalla por Servicio en la Defensa Nacional
- Medalla por Servicio Expedicionario en la Guerra Mundial Contra el Terrorismo
- Medalla por Servicio en la Guerra Mundial Contra el Terrorismo
- Medalla por la Campaña Iraquí
- Cinta por Despliegue al Servicio Marítimo